# Sauro Donati
| 15497 Lucca           | 23 febbraio 1999 |
| 21891 Andreabocelli   | 1º novembre 1999 |
| 22903 Georgeclooney   | 14 ottobre 1999  |
| 27184 Ciabattari      | 8 febbraio 1999  |
| 49469 Emilianomazzoni | 15 gennaio 1999  |
| 79900 Coreglia        | 21 gennaio 1999  |
| 122632 Riccioli       | 5 settembre 2000 |
| 129743 Grimaldi       | 15 febbraio 1999 |

Sauro Donati (27 febbraio 1959) è un astronomo amatoriale italiano.
Il Minor Planet Center gli accredita la scoperta di ventidue asteroidi, effettuate tra il 1998 e il 2000, di cui una in collaborazione con Matteo Santangelo. Ha inoltre co-scoperto 24 supernovae tra il 2007 e il 2018.
Gli è stato dedicato l'asteroide 69977 Saurodonati.
Ha scritto numerose opere letterarie principalmente di fantascienza,
per tale attività nel 2011 ha vinto il Trofeo Penna d’Autore con il romanzo Cristoval Colòn.